# Bette Davis Eyes
Bette Davis Eyes è una canzone pop di Jackie DeShannon del 1975, scritta a quattro mani insieme a Donna Weiss e portata al successo grazie ad una cover di Kim Carnes nel 1981.

## Descrizione
La Bette Davis citata nel titolo e nel testo della canzone è la celebre attrice Bette Davis, ricordata sia per la sua bravura recitativa sia per i suoi grandi occhi espressivi.
Protagonista della canzone è una donna a due volti, volitiva e irruente ma capace anche di dolcezza, dai capelli biondo platino e dalle labbra che costituiscono una dolce sorpresa. È conscia del fatto suo e capace di saltarti addosso e rotolarti per bene come un dado fino a farti nero. Può farlo perché il suo sguardo e i suoi occhi ricordano quelli di Bette Davis ("She'll take a tumble on you / roll you like you were a dice / until you come out blue / she's got Bette Davis eyes").

## Storia
Jackie DeShannon registrò la canzone per inserirla nell'album New Arrangement, ma il vero successo del brano arrivò quando fu pubblicata la versione di Kim Carnes nel 1981.
In Bette Davis Eyes vengono citati non solo gli occhi di Bette Davis, particolarmente seducenti, ma anche talune prerogative di altre star di Hollywood degli anni d'oro della Mecca del Cinema: i capelli biondo platino di Jean Harlow e lo sguardo ammaliante di Greta Garbo, tutte icone pop della cinematografia mondiale capaci di suscitare emozione duratura oltre il gesto filmico.

In chiave di sincopata ballata pop rock, la versione di Kim Carnes è la più conosciuta e ricordata, anche in virtù della voce particolare, roca, della cantante statunitense che, nello scandire le sillabe del testo, sembra ricordare sotto alcuni aspetti lo stile di canto di Rod Stewart o quello, più metafisico e mercuriale, di Bob Dylan.

## Versioni
- Kim Carnes, 1981, album Mistaken Identity.
- Alvin and the Chipmunks, 1982, album Chipmunk Rock.
- Sonia Davis, 1992, versione dance.
- Gwyneth Paltrow, 2000, film Duets, incisione su disco singolo.
- Marcy Caldwell, 2001, versione dance pop.
- Handsome Devil, 2004, CD Knock Yourself Out.
- Space Cadet, band di Denton, 2005, album di debutto Debutante.
- Sexton Blake, gruppo indie statunitense, 2007, album Plays the Hits.
- DJ Samantha Ronson, registrazione diffusa via web[2].
- Brad Roberts dei Crash Test Dummies, 2001, primo CD solo, Crash Test Dude.
- Sylvie Vartan, 1982, nel concerto Live in Las Vegas, incluso nel box Integrale Live.
- Melanie Dekker, cantante canadese, esegue il brano in concerto.
- Tiziana Rivale, 1999, in italiano col titolo Sembra Bette Davis, contenuta nell'album "Paolo Limiti presenta Canzone amore mio - Parole e musica della nostra vita - Anni '70-'80'-'90".
- Gennaro Cosmo Parlato, 2006, CD Remainders.
- Brandon Flowers, cantante statunitense, esegue una cover del brano nel suo tour solista "Flamingo", 2010.
- Taylor Swift durante il suo Speak Now World Tour, canzone contenuta nell'album Speak Now: World Tour Live, 2011.
- Kylie Minogue a seguito dell'uscita del Kiss Me Once Tour 2014.
- Il cantante belga Danzel, in una versione del 2016.